# Tomáš Klouček
Tomáš Klouček (Praga, Checoslovaquia, 7 de marzo de 1980-Špindlerův Mlýn, República Checa, 16 de marzo de 2025)fue un jugador de hockey sobre hielo checoeslovaco que jugó en la posición de defensa.

## Estadísticas
|           |                              |           | Temporada regular | Temporada regular | Temporada regular | Temporada regular | Temporada regular | Playoffs | Playoffs | Playoffs | Playoffs | Playoffs |
| Temporada | Equipo                       | Liga      | PJ                | G                 | A                 | Pts               | PIM               | PJ       | G        | A        | Pts      | PIM      |
| --------- | ---------------------------- | --------- | ----------------- | ----------------- | ----------------- | ----------------- | ----------------- | -------- | -------- | -------- | -------- | -------- |
| 1995–96   | Slavia Praha U20             | Czech U20 | 40                | 2                 | 8                 | 10                | —                 | —        | —        | —        | —        | —        |
| 1996–97   | Slavia Praha U20             | Czech U20 | 43                | 4                 | 14                | 18                | 44                | —        | —        | —        | —        | —        |
| 1997–98   | Slavia Praha U20             | Czech U20 | 43                | 1                 | 9                 | 10                | —                 | —        | —        | —        | —        | —        |
| 1998–99   | Cape Breton Screaming Eagles | QMJHL     | 59                | 4                 | 17                | 21                | 162               | 2        | 0        | 0        | 0        | 4        |
| 1999–00   | Hartford Wolf Pack           | AHL       | 73                | 2                 | 8                 | 10                | 113               | 23       | 0        | 4        | 4        | 18       |
| 2000–01   | New York Rangers             | NHL       | 43                | 1                 | 4                 | 5                 | 74                | —        | —        | —        | —        | —        |
| 2000–01   | Hartford Wolf Pack           | AHL       | 21                | 0                 | 2                 | 2                 | 44                | —        | —        | —        | —        | —        |
| 2001–02   | New York Rangers             | NHL       | 52                | 1                 | 3                 | 4                 | 137               | —        | —        | —        | —        | —        |
| 2001–02   | Hartford Wolf Pack           | AHL       | 9                 | 0                 | 2                 | 2                 | 27                | 10       | 1        | 1        | 2        | 8        |
| 2002–03   | Hartford Wolf Pack           | AHL       | 20                | 3                 | 4                 | 7                 | 102               | —        | —        | —        | —        | —        |
| 2002–03   | Nashville Predators          | NHL       | 3                 | 0                 | 0                 | 0                 | 2                 | —        | —        | —        | —        | —        |
| 2002–03   | Milwaukee Admirals           | AHL       | 34                | 0                 | 6                 | 6                 | 80                | —        | —        | —        | —        | —        |
| 2003–04   | Nashville Predators          | NHL       | 5                 | 0                 | 1                 | 1                 | 10                | —        | —        | —        | —        | —        |
| 2003–04   | Atlanta Thrashers            | NHL       | 37                | 0                 | 0                 | 0                 | 25                | —        | —        | —        | —        | —        |
| 2004–05   | Bílí Tygři Liberec           | CZE       | 48                | 3                 | 3                 | 6                 | 64                | 9        | 0        | 1        | 1        | 35       |
| 2005–06   | Atlanta Thrashers            | NHL       | 1                 | 0                 | 0                 | 0                 | 2                 | —        | —        | —        | —        | —        |
| 2005–06   | Chicago Wolves               | AHL       | 33                | 0                 | 1                 | 1                 | 94                | —        | —        | —        | —        | —        |
| 2006–07   | Syracuse Crunch              | AHL       | 68                | 2                 | 9                 | 11                | 133               | —        | —        | —        | —        | —        |
| 2007–08   | RI Okna Zlín                 | CZE       | 30                | 2                 | 1                 | 3                 | 142               | —        | —        | —        | —        | —        |
| 2008–09   | Barys Astana                 | KHL       | 47                | 5                 | 18                | 23                | 222               | 3        | 0        | 1        | 1        | 16       |
| 2009–10   | Barys Astana                 | KHL       | 35                | 1                 | 7                 | 8                 | 44                | 3        | 0        | 1        | 1        | 4        |
| 2010–11   | Barys Astana                 | KHL       | 17                | 1                 | 1                 | 2                 | 65                | 3        | 0        | 0        | 0        | 6        |
| 2011–12   | Lev Poprad                   | KHL       | 20                | 0                 | 0                 | 0                 | 18                | —        | —        | —        | —        | —        |
| 2011–12   | Oceláři Třinec               | CZE       | 15                | 2                 | 3                 | 5                 | 8                 | 5        | 0        | 1        | 1        | 35       |
| 2012–13   | Oceláři Třinec               | CZE       | 48                | 1                 | 5                 | 6                 | 48                | 11       | 0        | 2        | 2        | 16       |
| 2013–14   | HC Košice                    | SVK       | 35                | 1                 | 6                 | 7                 | 81                | 17       | 0        | 3        | 3        | 24       |
| 2014–15   | Orli Znojmo                  | EBEL      | 4                 | 0                 | 0                 | 0                 | 12                | —        | —        | —        | —        | —        |
| 2014–15   | Rytíři Kladno                | CZE-3     | 23                | 2                 | 4                 | 6                 | 71                | 7        | 0        | 0        | 0        | 12       |
| 2015–16   | Dauphins d'Épinal            | FRA       | 23                | 3                 | 6                 | 9                 | 59                | 12       | 0        | 5        | 5        | 49       |
| 2016–17   | Dauphins d'Épinal            | FRA       | 31                | 4                 | 10                | 14                | 137               | 1        | 0        | 0        | 0        | 0        |
| Total KHL | Total KHL                    | Total KHL | 119               | 7                 | 26                | 33                | 349               | 9        | 0        | 2        | 2        | 26       |
| Total NHL | Total NHL                    | Total NHL | 141               | 2                 | 8                 | 10                | 250               | —        | —        | —        | —        | —        |

## Muerte
Tomáš Klouček murió en un accidente de esquí en Špindlerův Mlýn el 16 de marzo de 2025 a los 45 años.